# Ever Palacios
Pour les articles homonymes, voir Palacios.
Ever Palacios, né le 18 janvier 1969 à Cali (Colombie), est un footballeur colombien, qui évoluait au poste de défenseur central au Deportivo Cali, à l'Atlético Nacional, à l'Atlético Junior, au Shonan Bellmare, au Kashiwa Reysol et à Boyacá Chicó ainsi qu'en équipe de Colombie.
Palacios marque un but lors de ses dix sélections avec l'équipe de Colombie entre 1997 et 1998. Il participe à la coupe du monde de football en 1998 avec la Colombie.

## Carrière
- 1987-1998 : Deportivo Cali
- 1998-1999 : Atlético Nacional
- 2000 : Atlético Junior
- 2001-2004 : Shonan Bellmare
- 2004 : Kashiwa Reysol
- 2005-2011 : Boyacá Chicó  [1]

## Palmarès

### En équipe nationale
- 10 sélections et 1 but avec l'équipe de Colombie entre 1997 et 1998.
- Participe au premier tour de la coupe du monde 1998.

### Avec le Deportivo Cali
- Vainqueur du Championnat de Colombie de football en 1996 et 1998.

### Avec l'Atlético Nacional
- Vainqueur de la Copa Merconorte en 1998.
- Vainqueur du Championnat de Colombie de football en 1999.

### Avec Boyacá Chicó
- Vainqueur du Championnat de Colombie de football en 2008 (Tournoi d'ouverture).